# Emiliano Zapata, Sitalá
Emiliano Zapata är en ort i Mexiko.   Den ligger i kommunen Sitalá och delstaten Chiapas, i den sydöstra delen av landet, 800 km öster om huvudstaden Mexico City. Emiliano Zapata ligger 1 044 meter över havet och antalet invånare är 173.
Terrängen runt Emiliano Zapata är kuperad åt nordost, men åt sydväst är den bergig. Runt Emiliano Zapata är det glesbefolkat, med 16 invånare per kvadratkilometer. Närmaste större samhälle är Yajalón, 15,6 km norr om Emiliano Zapata. I omgivningarna runt Emiliano Zapata växer i huvudsak städsegrön lövskog.